# John Heneage Jesse
John Heneage Jesse (* 1808 in London; † 7. Juli 1874) war ein englischer Historiker und Schriftsteller.
Jesse (spr. dschess') bekleidete viele Jahre hindurch eine Anstellung in der Admiralität. Schon 1829 hatte er ein Gedicht über Maria Stuart und bald darauf einen weiteren Band-Verse: Tales of the dead (1830), veröffentlicht.
In der Folge wandte er sich der Geschichte und Biographie mit anekdotischem Beigeschmack zu. Er schrieb:
- Memoirs of the court of England during the reigns of the Stuarts (1839–40, 4 Bde.; 3. Aufl. 1857, 3 Bde.);
- The court of London from the revolution in 1688 to the death of Georg II.  (1843, 3 Bde.);
- George Selwyn and his contemporaries (1843–44, 4 Bde.);
- Literary and historical memorials of London (1847, 2 Bde.; neue Folge 1850, 2 Bde.);  Richard III. and his contemporaries (1861);
- London, its celebrated characters and remarkable places (1870, 3 Bde.);
- Memoirs of celebrated Etonians (1875, 2 Bde.) u. a.

Als sein bedeutendstes Werk gelten die Memoirs of the life and reign of Georg III.  (1867, 3 Bde.).